# Laurențiu Marinescu
Laurențiu Nicolae Marinescu (sinh ngày 25 tháng 8 năm 1984 ở Ploiești) là một cầu thủ bóng đá người România thi đấu ở vị trí tiền vệ cho Voluntari.

## Danh hiệu
Unirea Urziceni
- Liga I: Á quân 2009–10

Steaua București
- Cúp bóng đá România: 2010–11

Petrolul Ploiești
- Cúp bóng đá România: 2012–13
- Siêu cúp bóng đá România: Á quân 2013

FC Voluntari
- Cúp bóng đá România: 2016–17
- Siêu cúp bóng đá România: 2017